# Меркантилизм
Меркантили́зм (фр. Mercantilisme от лат. mercantile — «торговый», далее от лат. mercans — «торговец») — система доктрин, выдвигавшихся авторами трактатов XV—XVII веков, обосновывавших необходимость активного вмешательства государства в хозяйственную деятельность: установления высоких импортных пошлин, выдачи субсидий национальным производителям и так далее.
Термин ввёл в научный оборот французский экономист Антуан де Монкретьен. Позже термин был подхвачен Адамом Смитом, критиковавшим труды меркантилистов. Смит утверждал, что меркантилисты, которые в большинстве своём являлись экономистами-практиками, отстаивали интересы торгово-монополистических институтов: Ост-Индской компании и других. Однако впоследствии такая трактовка была оспорена. По мнению английского историка Чарльза Уилсона[en], в конце XVII века в Англии в выработке меркантилистских законов участвовал более широкий круг людей, чем только купцы и промышленники. Как на результат меркантилистской политики этот автор указывает, помимо удовлетворения интересов английских купцов и промышленников, также на увеличение занятости, на снятие предпосылок для спекуляций на продовольствии, на увеличение поступлений в госбюджет и на упрочнение национальной безопасности.

## Краткая история меркантилизма
Возникновение меркантилизма связывают с Англией XVI века, позднее он появился во Франции, Италии и многих других странах. Меркантилистов интересовали вопросы богатства страны, форм этого богатства, путей его роста. Это было время, когда капитал торговцев и ростовщиков господствовал в сфере торговли и кредита, но уже начали возникать промышленные мануфактуры. В этот период из Америки хлынул большой поток нового серебра и золота, которое начало распределяться через внешнюю торговлю и посредством войн между европейскими государствами. В этот период меркантилисты достаточно поверхностно понимали природу богатства и сосредотачивали внимание не на производстве, а на торговле и денежном обороте, особенно движении золота и серебра. Меркантилисты требовали от государства создания условий для притока натуральных денег в страну и снижения оттока за её пределы. Ранние меркантилисты добивались этого чисто административными методами путём прямого запрета вывоза денег, более поздние меркантилисты считали, что наиболее полно эти цели реализуются через развитие внешней торговли. Представитель английского меркантилизма Томас Ман (1571—1641) — директор Ост-Индской компании — писал: «Обыкновенное средство к увеличению нашего богатства и наших сокровищ есть иностранная торговля, в которой всегда мы должны держаться того правила, чтобы ежегодно продавать иностранцам своих товаров на большую сумму, чем мы потребляем их товаров». С развитием капитализма меркантилисты стали требовать от государственной власти покровительствовать развитию промышленных мероприятий — мануфактур. Были установлены вывозные премии, которые уплачивались купцам, продающим товары на внешнем рынке. Большое значение приобрели ввозные пошлины. Обложение ввозимых товаров становилось наиболее распространённой формой защиты отечественных производителей от иностранной конкуренции.
Известным представителем меркантилизма является французский государственный деятель Жан-Батист Кольбер.
Меркантилизм сыграл значительную роль для своего времени. Вдохновленные идеями меркантилизма протекционистские политики государств немало способствовали развитию и распространению мануфактур, промышленности. Идеи меркантилизма оказали влияние и на политику Америки и Германии в XIX веке, внесли значительный вклад в развитие восточноазиатских «тигров» в XX веке.
В наше время некоторые экономисты, например экономист Ха Джун Чхан, для критики глобализации использует идеи меркантилизма. По его мнению, развивающиеся страны теряют возможности своего развития из-за свободного рынка и глобализации, которые мешают государству развивающихся стран проводить эффективную протекционистскую политику.

## Этапы
Представители раннего и позднего меркантилизма видели деньги главным богатством государства, но их взгляды на способы накопления богатства различались, как и на роль государства в этом процессе.
В Англии протекционистские пошлины имели большое значение в XVI и XVII веках, когда ей угрожала конкуренция более развитой в то время промышленности Нидерландов. В 1650 г. парламент Англии принял закон, запрещавший иностранцам заниматься торговлей без соответствующего разрешения Англии. В 1651 г. вышел Навигационный акт, который дополнил этот запрет. С XVIII века Англия уверенно завоевывает промышленное первенство, менее развитые страны уже не могли с ней конкурировать и в связи с этим в Англии начинается распространение и продвижение идей свободной торговли.
Иное положение возникло в странах, вступивших на путь капитализма позже Англии. Так, во Франции в XVII веке министр Людовика XIV Кольбер, который фактически управлял страной, создал разветвленную систему государственной поддержки промышленности, его система включала запрет на вывоз сырья, насаждение ряда новых отраслей, создание компаний для внешней торговли.

### Ранний меркантилизм (XV— нач. XVI вв.)
Представители раннего меркантилизма главным считали административные меры по удержанию в стране драгоценных металлов.
Основные положения:
- всестороннее ограничение импорта товаров (установление высоких цен на импортируемые товары)[8];
- вывоз золота и серебра из страны карался суровыми наказаниями[8];
- в целях удержания денег в стране запрещался их вывоз за границу, а суммы, вырученные за товар, необходимо было тратить на покупку местных товаров[8];
- главной являлась теория денежного баланса, которая обосновывала политику, направленную на увеличение денежного баланса[8].

### Поздний меркантилизм (2япол. XVI—XVII вв.)
Основные положения:
- снятие жёстких ограничений по импорту товаров и вывозу денег;
- доминирует идея торгового баланса;
- появляется протекционизм экономической политики государства;
- характерна система активного торгового баланса, который обеспечивался путём вывоза готовых изделий своей страны и при помощи посреднической торговли, в связи с чем разрешался вывоз денег за границу;
- появляется принцип покупки дешевле в одной стране и продажи дороже в другой;
- как указывает Иммануил Валлерстайн, основной идеей меркантилистов той эпохи была также защита страны и её населения от деградации, связанной с режимом свободной торговли[9].

Поздние меркантилисты сместили акцент в теории монетаризма, противопоставив идее «денежного баланса» ранних меркантилистов идею «торгового баланса».

### Государственный меркантилизм (конец XVII — начало XIX вв.)
Меркантилизм в ту эпоху существовал как официальная экономическая доктрина, принятая ведущими странами Европы: Англией, Пруссией, Австрией, Швецией. Как пишет Валлерстайн, «весь период от Тридцатилетней войны и вплоть до конца эпохи Наполеона был эрой меркантилизма во всех германских землях или во всей центральной Европе». В Англии меркантилизм (протекционизм) был введён в 1690-е гг. и просуществовал до середины XIX в. Причём, между этими двумя понятиями (меркантилизм и протекционизм), применительно к тому времени, он и другие экономические историки ставят знак равенства. Например, П. Байрох указывает, что начиная с 1840-х гг. меркантилизм стали называть протекционизмом.
Другие страны также в отдельные периоды пытались следовать этой доктрине: Франция при Кольбере, Россия в конце царствования Петра I, при Елизавете Петровне, но наиболее последовательно — при Николае I. Основные положения этой доктрины сводились к тому, что меркантилистская (протекционистская) политика государства улучшает торговый баланс страны, способствует развитию её промышленности и быстрому росту её населения. Как писал Ч. Уилсон, само улучшение торгового баланса рассматривалось меркантилистской доктриной как признак роста национального благосостояния, что по мнению её сторонников отражало не только увеличение доходов, но и рост занятости населения.

## Критика
- Меркантилизм во многом исходит из представлений доиндустриального периода: предполагается ограниченность индивидуальных потребностей, неэластичность спроса, экономика мыслится в рамках игры с нулевой суммой (выигрыш одного равен проигрышу другого участника).
- Благосостояние страны заключается не только в запасах драгоценных металлов, но также — в величине основного капитала и уровне потребления (Адам Смит).
- В условиях активного торгового баланса равновесие между экспортом и импортом будет устанавливаться за счёт изменения цен в торгующих странах (приток золота приведёт к росту цен).

## Защита от критики
Современный капитализм возник в XVIII в. в условиях господства в Европе меркантилистской системы, именно тогда произошла и первая в мировой истории промышленная революция — в Англии. По мнению ведущих экономических историков (Валлерстайна, Уилсона и других), мощное индустриальное развитие Англии и других стран, проводивших политику меркантилизма (протекционизма), было не случайным, оно было прямым следствием этой политики. Современные демографические исследования показывают, что во всех странах, проводивших эту политику, ускорился прирост населения и повысилась рождаемость, чего не происходило в других странах. Так, в Англии средняя рождаемость выросла с 3,5 детей на одну женщину в середине XVII в. до 5,5-6 детей в начале XIX в., а прирост населения увеличился в несколько раз, чем объясняется феномен не только плотного заселения англичанами Британских островов, но ещё и заселения ими двух континентов — Северной Америки и Австралии.
Таким образом, для эпохи первоначального накопления капитала меркантилизм в целом способствовал целесообразной и прогрессивной экономической политике, покровительствовал экономическому и социальному прогрессу. Фритредерские мотивы появляются в экономических учениях передовых капиталистических стран лишь в последующую эпоху борьбы за рынки сбыта в мировом масштабе, когда протекционизм более слабых и менее развитых национальных экономик стал мешать более развитым экономикам искать для своей промышленности новые рынки сбыта. Противодействие политике протекционизма как правило оказывалось из-за рубежа. Так, в годы, предшествующие Крымской войне, «под именем „русского варварства“, о защите против которого английские публицисты взывали к общественному мнению и своей страны, и всей Европы, речь шла, в сущности, о борьбе с русским промышленным протекционизмом» — собственно, сама эта война была во многом войной наиболее развитых стран Европы за открытие российского рынка для своей промышленной продукции. Точно так же действовали англичане и в Индии, где была уничтожена довольно сильная местная текстильная промышленность, и в веками старавшемся придерживаться положительного торгового баланса Китае во время Опиумных войн, а также и американцы при силовом «открытии» Японии.
Имеются и другие аргументы в защиту политики меркантилизма:
1. Политика меркантилизма может быть полезна для достижения автаркии и усиления государства по сравнению с другими странами.
2. Государству и международным компаниям необходимо поддерживать определённый уровень ликвидности для успешного ведения внешней торговли особенно в условиях неразвитости денежного рынка.
3. По Кейнсу, приток золота удешевляет деньги и обеспечивает низкие процентные ставки. Это, в свою очередь, увеличивает инвестиции и поддерживает занятость.